# Haddadin
Haddadin (arab. حدادين) – miejscowość w Syrii, w muhafazie Aleppo. W 2004 roku liczyła 2139 mieszkańców.